# Gastrosaccus trilobatus
Gastrosaccus trilobatus är en kräftdjursart som beskrevs av Murano och McLachlan 1998. Gastrosaccus trilobatus ingår i släktet Gastrosaccus och familjen Mysidae. Inga underarter finns listade i Catalogue of Life.